# 七隈川
七隈川（ななくまがわ）は、福岡県福岡市の油山を源流とし、早良区・城南区を流れ、福岡市早良区城西2丁目付近で樋井川に合流する準用河川、下流の一部区間は二級河川に格上げされている。

合流点の写真
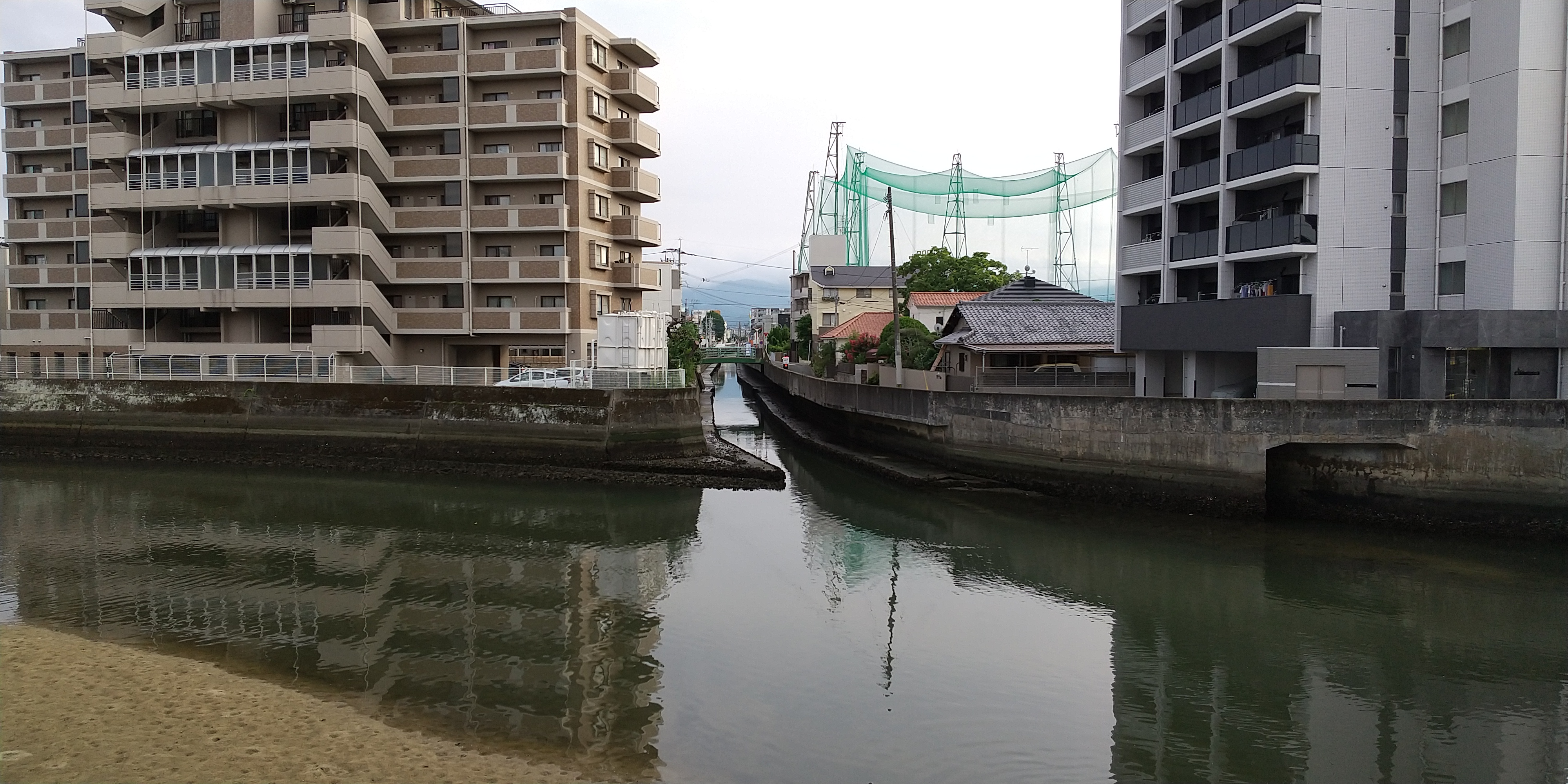
樋井川（左）と七隈川（右）の合流点

## 河川改修
都市基盤河川改修事業により1971年（昭和46年）から1994年（平成6年）にかけて樋井川3,315メートルの改修の一部として実施された。
準用河川改修事業等により2001年（平成13年）から2009年（平成21年）にかけて1,580メートルの区間を対象に河川改修が実施された。